# Edo (fiume)
L'Edo è un fiume nella regione di Kantō, in Giappone. Si scinde dal Tone e sfocia nella Baia di Tokyo. La sua lunghezza è di 59,5 km.
Il corso del fiume Edo è stato precedentemente il corso principale del fiume Tone, fino a quando non è stato deviato nel XVII secolo.